# Lianghe (socken i Kina, Guizhou)
Lianghe (kinesiska: 两河, 两河乡) är en socken i Kina. Den ligger i provinsen Guizhou, i den sydvästra delen av landet, omkring 220 kilometer sydväst om provinshuvudstaden Guiyang. Antalet invånare är 17383. Befolkningen består av 8 123 kvinnor och 9 260 män. Barn under 15 år utgör 21,0 %, vuxna 15-64 år 70 %, och äldre över 65 år 7,0 %.